# Yeison López
Yeison López López (Istmina, 1 de setembro de 1999) é um halterofilista colombiano, medalhista olímpico.

## Carreira
López começou a praticar levantamento de peso em 2016 e seguiu seu primo, Wilmer Hernan Torres Lopez, que foi campeão geral pan-americano de 2010 na categoria de peso de 94 kg.
Em agosto de 2024, López competiu no evento masculino de 89 kg nas Olimpíadas de Verão de 2024, realizadas em Paris, França. Ele levantou 390 kg no total e ganhou uma medalha de prata. Três semanas antes, ele teve uma lesão nas costas.